# Горд
Горд (фр. Gordes) насеље је и општина у Француској у региону Прованса-Алпи-Азурна обала, у департману Воклиз која припада префектури Апт.
По подацима из 2011. године у општини је живело 2056 становника, а густина насељености је износила 42,8 становника/km². Општина се простире на површини од 48,04 km². Налази се на средњој надморској висини од 373 метара (максималној 635 m, а минималној 115 m).

## Демографија
| 1962. | 1968. | 1975. | 1982. | 1990. | 1999. | 2011. |
| ----- | ----- | ----- | ----- | ----- | ----- | ----- |
| 1.363 | 1.536 | 1.574 | 1.607 | 2.031 | 2.092 | 2.056 |

График промене броја становника у току последњих година